# Rudolf Fiegl
Rudolf Fiegl (ur. 26 lipca 1904, zm. 27 maja 1947 w Landsberg am Lech) – austriacki kapo w obozie koncentracyjnym Mauthausen-Gusen i zbrodniarz wojenny.
Więzień kryminalny, który przebywał w obozie Mauthausen od sierpnia 1940 do 5 maja 1945. Władze obozowe ustanowiły Fiegla więźniem funkcyjnym. Jako taki sprawował kolejno funkcje kapo w służbie dezynfekcyjnej i w obozowych kamieniołomach. Brał udział w gazowaniu więźniów. Maltretował również podległych mu więźniów na inne sposoby.
W procesie załogi Mauthausen-Gusen (US vs. Johann Altfuldisch i inni) Fiegl został skazany na karę śmierci przez amerykański Trybunał Wojskowy w Dachau. Powieszony w więzieniu Landsberg 27 maja 1947.